# 延斯·維默爾
延斯·維默爾（德語：Jens Wemmer；1985年10月31日—）是一位德國足球運動員。在場上的位置是右後衛。他現在效力於希臘足球超級聯賽球隊彭拿典奈高斯足球會。